# Marsvinestationen
Marsvinestationen i Strib var en forskningsstation oprettet i 1962, med det formål at studere marsvins bioakustik. Den lå på Strib Havn, i det der nu er Strib Bådeklubs klubhus, Stationen var oprindeligt finansieret af NATO og blev de først få år ledet af franskmanden Rene-Guy Busnel, sammen med hollænderen Willem Dudok van Heel. Stationens officielle navn var Station Oceanographique Anton Bruun, opkaldt efter den danske havbiolog og oceanograf Anton F. Bruun, men da han ikke var almindeligt kendt blandt byens indbyggere kom den hurtigt til blot at hedde Marsvinestationen. Efter få år overtog Søren Hechmann Andersen ledelsen af stationen.  Stationen blev nedlagt i 1974, hvor marsvin og laboratoriefaciliteter blev overført til Syddansk Universitet i Odense, hvor de fortsatte indtil 1983.
Blandt de internationalt set vigtigste undersøgelser på stationen han nævnes verdens første undersøgelser af marsvins hørelse, de første optagelser af marsvins lyde og de første undersøgelser af hørelse hos sæler.

## Supplerende læsning
- Andersen, S. 1969. "Marsvinets naturhistorie". I Åge Petersen: Marsvin og marsvinjægere. Middelfart By- og Egnshistoriske Museum, Middelfart.
- Andersen, S. H. 2009. Investigations of the harbour porpoise (Phocoena phocoena) in Denmark from 1962 to 1983. Aquatic Mammals 35:395-398.

|  | Denne artikel om en bygning eller et bygningsværk kan blive bedre, hvis der indsættes et (bedre) billede. Du kan hjælpe ved at afsøge Wikimedia Commons for et passende billede eller lægge et op på Wikimedia Commons med en af de tilladte licenser og indsætte det i artiklen. |

55°32′19.2″N 9°45′47.9″Ø / 55.538667°N 9.763306°Ø